# 雪山文鸟
雪山文鸟（学名：Lonchura montana），是梅花雀科文鸟属的一种，为印度尼西亚和巴布亚新几内亚的特有种。该物种的保护状况被评为无危。
雪山文鸟的栖息地包括亚热带或热带的高海拔草原、亚热带或热带的高海拔疏灌丛、耕地和湿地。